# Жоспен, Лионель
Лионель Жоспен (фр. Lionel Jospin; род. 12 июля 1937[…], Мёдон) — французский политический и государственный деятель, премьер-министр Франции (1997—2002). Придерживается социалистических взглядов.

## Биография
Родился в Мёдоне, около Парижа. Служил в армии, после чего в 1963 году поступил в Национальную школу администрации. Также окончил Институт политических наук.
В молодости был троцкистом, что впоследствии скрывал. Был близким соратником Франсуа Миттерана, а в 1981 году, после избрания его президентом республики, стал председателем Французской социалистической партии. Занимал различные министерские посты. В 1995 году выдвинут партией на президентских выборах как смена уходившему с должности Миттерану, по всем опросам после первого тура занимал первое место, однако во втором туре потерпел поражение от Жака Ширака, который и стал новым президентом. В 1997 году президент распустил парламент и социалисты победили на досрочных парламентских выборах, и Ширак поручил своему оппоненту сформировать правительство как премьер-министру. На этом посту Жоспен находился без малого пять лет.
В 2002 году премьер Жоспен вновь выставил свою кандидатуру в президенты, однако потерпел новое, гораздо более позорное и сенсационное поражение: не смог выйти во второй тур и пропустил на второе место ультранационалиста Жан-Мари Ле Пена, которого Ширак затем победил с огромным перевесом. После этого Жоспен ушёл не только с поста премьер-министра и председателя партии, но и вообще из политики. Вся власть в государстве оказалась у широкой коалиции сторонников Ширака, так называемой UMP, или Союза за президентское большинство: её представляли оба последующих премьера, Раффарен и де Вильпен.
Социалисты с того времени пребывали в состоянии глубокого кризиса, из которого начали выходить только в 2006 году после массовых антиправительственных выступлений молодёжи против закона о «контракте первого найма». В это время вновь начались разговоры о возможных президентских амбициях Жоспена: несмотря на то, что он в октябре 2006 года резко отрицательно высказался против президентских амбиций более популярной у социалистов Сеголен Руаяль, партия всё же 16 ноября выдвинула кандидатом в президенты на выборах-2007 именно её.

## Политическая карьера

### На высшем уровне
Окончив Национальную школу администрации, поступил на работу в экономический отдел министерства иностранных дел.
- 1965—1967 — генеральный секретарь министерства иностранных дел
- В 1971 году впервые избран депутатом Национального Собрания.
- 1984—1988 — депутат Европейского парламента
- 1988 — министр просвещения Франции
- 1989—1991 — министр национального образования, молодёжи и спорта
- 1991—1992 — министр просвещения
- 1997—2002 — премьер-министр Франции
- 2015—2019— член Конституционного совета[3][4]

### На местном уровне
- 1977—1986 — избран в совет Парижа
- 1988—1992 — генеральный совет Верхней Гаронны
- 1992—1997 — региональный совет Средних Пиренеев
- 1992—2002 — генеральный совет Верхней Гаронны

### По партийной линии
- В 1971 году вступил в Социалистическую партию, а в 1977 году стал её национальным секретарем.
- в 1981 году возглавлял предвыборную кампанию кандидата в президенты — Франсуа Миттерана
- 1981—1988 — первый секретарь Социалистической партии
- 1983—1988 — вице-председатель Социалистического интернационала. В 1989 году — почётный председатель Социнтерна[5].
- 1995—1997 — первый секретарь Социалистической партии[6][7]

## Награды
- Гранд-офицер ордена Почётного легиона (2016)
- Большой крест Национального ордена Заслуг (1997)
- Командор ордена Академических пальм (1988)[8].
- Большой крест ордена Заслуг перед Республикой Польша (2000)[9]
- Офицер Национального ордена Квебека (1998)
- Большой крест ордена Звезды Румынии
- Медаль «Вифлеем-2000» (Палестинская национальная администрация, 2000)[10]
- Кавалер Большого креста ордена Великого князя Литовского Гядиминаса (10 февраля 1998, Литва)[11]